# Fair Play TK
Fair Play Tennisklubb är en tennisklubb i Malmö, bildad 1972. Klubben hade 2 939 medlemmar i juni 2020.
Fair Play TK äger (genom bolaget FPTK Arena AB) Fair Play Stadion på Erikslustvägen 56, där också klubbens verksamhet bedrivs. Det finns nio tennis-, fyra padel- och två multisportbanor. Sedan april 2020 disponerar föreningen sju utomhusbanor på Limhamn Tenniscenter, som man hyr av Malmö Stad.
Klubben driver Sveriges största träningsverksamhet i tennis med cirka 1 450 elever i träning varje vecka, och är Malmös största barn- och ungdomsverksamhet i föreningslivet.
Klubben driver också ett tennisgymnasium, som nationell godkänd idrottsutbildning (NIU), i samarbete med Svenska Tennisförbundet och Malmö stad med 18 elever.
Klubbens herrlag har vunnit SM-guld inne 1983 och 1984, ute 2006, både ute och inne 2008, ute 2009, inne 2011, både inne och ute 2012, inne 2013, både inne och ute 2015, 2016, 2017 och 2018 samt ute 2019. Damlaget har vunnit SM-guld 1985, 1986, 1987, 2004, 2009, 2010, både inne och ute 2011, 2013, 2014, både inne och ute 2015, 2016 , 2017¨, ute 2018 samt inne och ute 2019. Klubben har vunnit lag-SM för pojkar 18 år 2016 och flickor 18 år 2016 och 2020 och för flickor 15 år 2015. Pojkar 15-laget tog SM-brons 2019.
De mest kända spelare genom tiderna i klubben är Mikael Pernfors, Catarina Lindqvist, Andreas Vinciguerra, Frederik Nielsen, Cornelia Lister samt Pablo Figueroa. 
Cirka 130 företag är med i Fair Play företagsnätverk.